# Navadna rezika
Navadna rezika (znanstveno ime Cladium mariscus) spada v družino travam podobnih ostričevk (Cyperaceae). Je trajnica z močno koreniko in pritlikami. Značilni zanjo so okrog 1,5 cm široki in do 2 m dolgi listi z zakrivljenimi zobci. Prepognjeni so v obliki črke V, po robovih in pregibu pa ostro žagasto napiljeni. So modro-zelene barve, njihova konica pa se prevesi. Del listov prezimi, tako da lahko reziko opazujemo preko vsega leta.
Na do 1,5 m visokih cvetnih steblih zrastejo majhni rumeno rjavi cvetovi združeni v latasta socvetja. Sijoči temno rjavi plodovi so veliki kot proso. Rezika za svoj obstoj potrebuje apnenčasto podlago in veliko vode. Uspeva v povirnih močvirjih in ob bregovih vod.

## Navadna rezika v Sloveniji
V Sloveniji je poznanih 23 nahajališč te ranljive vrste. Navadna rezika je zato na Slovenskem uvrščena na rdeči seznam praprotnic in semenk. Cvetoče rastline najdemo od julija do avgusta.
V Brju je eno največjih rastišč rezike v Sloveniji. Ogrožena rastlina porašča tu kar nekaj arov veliko površino. Rastišče je na dnu doline, v nekdanjem mrtvem rokavu Save Dolinke. Rezika v Brju tudi cveti, kar je znak vitalnosti tega rastišča.
Povirna barja z reziko  in lehnjakotvorni izviri v Brjeh so prednostni habitatni tip v omrežju Natura 2000. To pomeni, da mora Slovenija najboljših 80 % območij, kjer se pojavljajo, opredeliti kot posebna varstvena območja.